# Mali Okič
Mali Okič este o localitate din comuna Cirkulane, Slovenia, cu o populație de 100 de locuitori.